# Bambina che si sistema i capelli
Bambina che si sistema i capelli è un dipinto a olio su tela (75x62,5 cm) realizzato nel 1886 dalla pittrice Mary Cassatt.
È conservato nel National Gallery di Washington.
Il dipinto ritrae una bambina in sottoveste, dal volto non propriamente attraente, mentre si sistema i capelli in una treccia. I colori vividi e lo stile pittorico avvicinano molto l'opera a quella degli impressionisti: il quadro fu effettivamente esposto all'ottava mostra degli impressionisti (1886), e Degas chiese alla pittrice di poterlo avere, colpito dalla bellezza dell'opera.
Alla morte di Degas (1917) le sue opere vennero messe in vendita. Poiché tra le altre figurava anche la Bambina che si sistema i capelli, l'opera fu inizialmente attribuita a lui anziché alla Cassatt.